# Beşelma
Beşelma ist ein Dorf (Köy) im Landkreis Hozat der türkischen Provinz Tunceli. Im Jahr 2011 hatte Beşelma 22 Einwohner.